# Cal Worthington
Calvin Coolidge "Cal" Worthington (27 de noviembre de 1920 - 8 de septiembre de 2013) fue un vendedor de automóviles estadounidense, uno de los más conocidos de la Costa Oeste de los Estados Unidos, y en menor medida de otros lugares, debido a sus breves apariciones y parodias en varias películas. También era muy conocido por sus anuncios de radio y televisión exclusivos del grupo concesionario de Worthington. En estos anuncios, por lo general venía aparejado "su perro Spot", que destacaba porque "Spot" nunca fue un perro. A menudo, Spot fue un tigre, una foca, un elefante, un chimpancé o un oso. En un anuncio, "Spot" fue un hipopótamo, que Worthington no dudó en incluir en uno de sus anuncio. En algunas ocasiones, "Spot" era un vehículo, como un avión donde Worthington se presentaba de pie sobre sus alas mientras el avión estaba volando. "Spot" se retiró oficialmente a mediados de la década de 1980, sin embargo se le menciona de vez en cuando en sus anuncios posteriores.
De acuerdo con un perfil publicado en el Sacramento Bee en 1990, Worthington recaudó 316,8 millones de dólares en 1988, convirtiéndose en ese momento en el dueño individual más grande de una cadena de concesionario de coches. Su agencia de publicidad, llamada Spot Advertising, tenía a Worthington como su único cliente y se gastó 15 millones de dólares en anuncios, más que cualquier otro concesionario de automóviles en ese momento. Vendió automóviles desde 1945 hasta su muerte y era dueño de un rancho de 24.000 acres (9.700 ha; 37 mi2) ubicado en Orland, California, al norte de Sacramento.